# Vivacom
Vivacom (bulgarsk: Виваком) er en bulgarsk telekommunikationsvirksomhed, der udbyder tv, fastnet, internet og mobiltelefoni. Virksomheden blev etableret af den bulgarske stat i 1992 og i 2004 begyndtes en privatiseringsproces. I 2020 blev virksomheden opkøbt af United Group. De har hovedkvarter i Sofia og ca. 5.900 ansatte.